# Benet
Benet ist eine französische Gemeinde mit 4.059 Einwohnern (Stand 1. Januar 2022) im Département Vendée in der Region Pays de la Loire. Sie gehört zum Kanton Fontenay-le-Comte (bis 30. März 2015 zum Kanton Maillezais) im gleichnamigen Arrondissement.

## Lage
Benet ist die östlichste Gemeinde des Départements Vendée. Das Gemeindegebiet liegt im Regionalen Naturpark Marais Poitevin.
| Bevölkerungsentwicklung | Bevölkerungsentwicklung | Bevölkerungsentwicklung | Bevölkerungsentwicklung | Bevölkerungsentwicklung | Bevölkerungsentwicklung | Bevölkerungsentwicklung | Bevölkerungsentwicklung | Bevölkerungsentwicklung |
| ----------------------- | ----------------------- | ----------------------- | ----------------------- | ----------------------- | ----------------------- | ----------------------- | ----------------------- | ----------------------- |
| Jahr                    | 1962                    | 1968                    | 1975                    | 1982                    | 1990                    | 1999                    | 2009                    | 2016                    |
| Einwohner               | 2294                    | 2583                    | 2761                    | 3062                    | 3224                    | 3200                    | 3662                    | 4029                    |

## Sehenswürdigkeiten

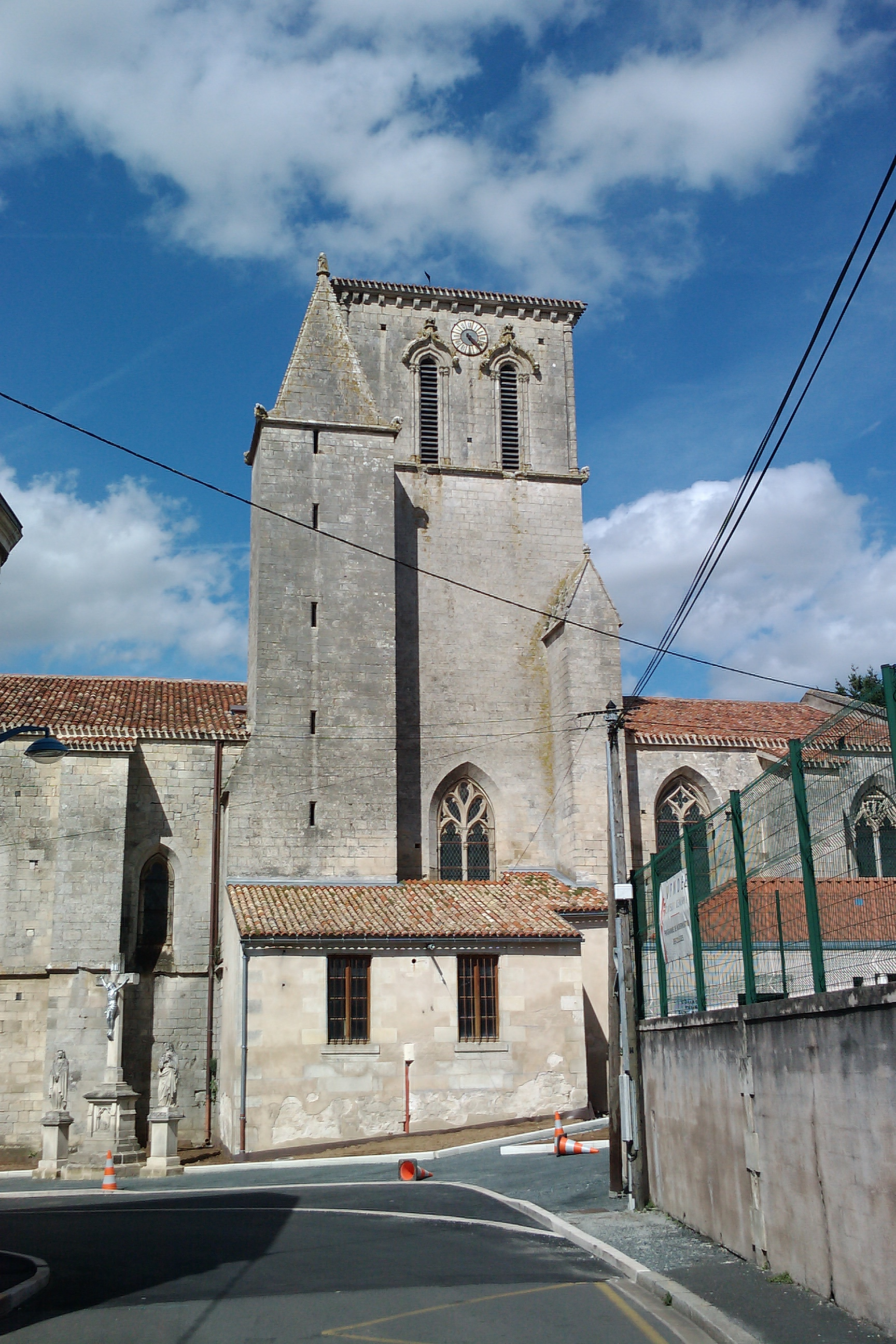
Kirche Sainte-Eulalie

Die Kirche Sainte-Eulalie ist als Monument historique eingetragen.

## Gemeindepartnerschaft
Benet unterhält eine Partnerschaft mit der nordrhein-westfälischen Stadt Sundern (Sauerland).